# Elecciones presidenciales de Colombia de 1845
Elecciones llevadas a cabo en 1845 para elegir al presidente de la República de la Nueva Granada. El sector ministerial (los futuros conservadores) le ofreció su respaldo electoral a Tomás Cipriano de Mosquera, quien resultó elegido, venciendo al liberal Eusebio Borrero, y al disidente ministerial, el poeta Rufino Cuervo. En parte la victoria de Mosquera se vio venir gracias a que su yerno era, precisamente, el presidente saliente, Pedro Alcántara Herrán, quien se había casado con su hija Amalia en 1842. 
El voto decisivo de la jornada lo tuvo el Congreso colombiano, ya que hubo un entre Mosquera y Borrero no había la suficiente diferencia de votos exigida por la legislación de la época, siendo finalmente favorecido Mosquera por la diferencia de un voto.

## Colegio electoral
| Candidato a presidente | Candidato a presidente     | Partido o movimiento | Votos |
| ---------------------- | -------------------------- | -------------------- | ----- |
|                        | Tomás Cipriano de Mosquera | Conservador          | 762   |
|                        | Eusebio Borrero            | Liberal              | 475   |
|                        | Rufino Cuervo              | Conservador          | 250   |
|                        | Otros                      |                      | 177   |

## Perfeccionamiento
El Congreso debía definir el nombre del nuevo presidente de entre los tres candidatos más votados. Luego de varias rondas resultó elegido, por un voto sobre el General Eusebio Borrero, el General Tomás Cipriano de Mosquera.